# Аршалинський район
Аршали́нський район (каз. Аршалы ауданы, рос. Аршалынский район) — адміністративна одиниця у складі Акмолинської області Казахстану. Адміністративний центр — селище Аршали.

## Населення
Населення — 24573 особи (2021; 27940 у 2009, 29702 у 1999, 33476 у 1989).
Національний склад (станом на 2016 рік):
- росіяни — 11687 осіб (42,54 %)
- казахи — 10562 особи (38,45 %)
- українці — 1527 осіб (5,56 %)
- німці — 1468 осіб (5,34 %)
- білоруси — 594 осіб
- татари — 420 осіб
- поляки — 147 осіб
- азербайджанці — 135 осіб
- інгуші — 125 осіб
- молдовани — 125 осіб
- чеченці — 95 осіб
- удмурти — 90 осіб
- марійці — 67 осіб
- башкири — 49 осіб
- корейці — 38 осіб
- мордва — 31 особа
- вірмени — 27 осіб
- інші — 383 особи

## Історія
Вишневський район був утворений 9 січня 1935 року з центром в селі Вишневка у складі Карагандинської області з частин Акмолинського та Тельманського районів. 10 лютого 1935 року до складу району передано сільради №13 та №20, Александровську, Вишневську, Волгодонську, Михайловську, Ніколаєвську, Ново-Владимировську, Ново-Георгієвську, Ольгинську, Сариобинську та Харківську сільради Акмолинського району.
14 жовтня 1939 року район увійшов до складу новоствореної Акмолинської області.
З 14 листопада 1997 року має сучасну назву.

## Склад
До складу району входять 1 селищна адміністрація та 12 сільських округів:
| Поселення                         | Площа, км² | Населення, осіб (1989) | Населення, осіб (1999) | Населення, осіб (2009) | Населення, осіб (2021) | Центр          | Населені пункти |
| --------------------------------- | ---------- | ---------------------- | ---------------------- | ---------------------- | ---------------------- | -------------- | --------------- |
| Аршалинська селищна адміністрація | -          | 7953                   | 7208                   | 7051                   | 7888                   | Аршали         | 1               |
| Акбулацький сільський округ       | -          | 1563                   | 1261                   | 1067                   | 858                    | Акбулак        | 2               |
| Анарський сільський округ         | -          | 2346                   | 2073                   | 1537                   | 1085                   | Анар           | 2               |
| Арнасайський сільський округ      | -          | 1455                   | 1428                   | 1430                   | 978                    | Арнасай        | 2               |
| Берсуатський сільський округ      | -          | 1714                   | 1205                   | 901                    | 618                    | Берсуат        | 2               |
| Булаксайський сільський округ     | -          | 1727                   | 1553                   | 1469                   | 1026                   | Булаксай       | 3               |
| Єлтоцький сільський округ         | -          | 1871                   | 1574                   | 1557                   | 1130                   | Єлток          | 3               |
| Жибек-жолинський сільський округ  | -          | 3044                   | 3006                   | 4627                   | 4523                   | Жибек-жоли     | 4               |
| Іжевський сільський округ         | -          | 2667                   | 2300                   | 1962                   | 1682                   | Іжевське       | 2               |
| Константиновський сільський округ | -          | 3214                   | 2748                   | 2011                   | 1442                   | Константиновка | 3               |
| Михайловський сільський округ     | -          | 2665                   | 2261                   | 1850                   | 1553                   | Михайловка     | 3               |
| Сарабінський сільський округ      | -          | 1516                   | 1657                   | 1469                   | 911                    | Сариоба        | 2               |
| Тургенський сільський округ       | -          | 1741                   | 1428                   | 1009                   | 879                    | Турген         | 3               |

## Найбільші населені пункти
Населені пункти з чисельністю населення понад 1000 осіб:
| № | Населений пункт | Населення, осіб (1989) | Населення, осіб (1999) | Населення, осіб (2009) | Населення, осіб (2021) |
| - | --------------- | ---------------------- | ---------------------- | ---------------------- | ---------------------- |
| 1 | Аршали          | 7 953                  | 7 208                  | 7 051                  | 7 888                  |
| 2 | Жибек-жоли      | 2 528                  | 2 487                  | 3 873                  | 3 945                  |
| 3 | Іжевське        | 2 506                  | 2 175                  | 1 912                  | 1 643                  |
| 4 | Михайловка      | 1 659                  | 1 428                  | 1 212                  | 1 010                  |